# Limnophila connata
Limnophila connata là một loài thực vật có hoa trong họ Mã đề. Loài này được (Buch.-Ham. ex D. Don) Hand.-Mazz. mô tả khoa học đầu tiên năm 1936.